# George W. Lindsay
George Washington Lindsay (ur. 28 marca 1865 w Brooklynie, zm. 15 marca 1938 w Brooklynie) – amerykański polityk, członek Partii Demokratycznej.

## Działalność polityczna
W 1920 zasiadał w New York State Assembly. W okresie od 4 marca 1923 do 3 stycznia 1935 przez sześć kadencji był przedstawicielem 3. okręgu wyborczego w stanie Nowy Jork w Izbie Reprezentantów Stanów Zjednoczonych.
Jego ojcem był George H. Lindsay.